# Christian Gauseth
Christian Andreas Gauseth (Molde, 26 giugno 1984) è un ex calciatore norvegese, di ruolo centrocampista.

## Carriera

### Club
Gauseth giocò con le maglie di Molde, Groruddalen e Træff. Nel 2008 passò al Bryne, militante in Adeccoligaen, per cui esordì il 6 aprile, nella sconfitta per 1-0 contro il Sogndal. Il 20 settembre arrivò la prima rete in campionato, nella vittoria per 2-1 in casa dello Start.
Nel 2010, passò all'Alta. Debuttò nel nuovo club il 5 aprile, nella sconfitta per 3-0 contro il Fredrikstad. Segnò una doppietta ai danni del Moss in data 11 luglio 2010, contribuendo al successo dell'Alta per 3-1: furono le prime marcature per la squadra.
Il 26 novembre 2012, a seguito della retrocessione dell'Alta, si trasferì a titolo definitivo al Mjøndalen.
Gauseth risulta essere molto noto fra i videogiocatori a causa di alcune immagini divertenti rappresentanti il suo viso nella serie di videogiochi FIFA.